# Oroborus
Oroborus è un window manager essenziale per X Window System. Il progetto, inizialmente sviluppato da Ken Lynch, viene ora mantenuto da Stefan Pfetzing.

## Caratteristiche
L'eseguibile di Oroborus si attesta tipicamente tra i 63Kb e i 75Kb. Nonostante le dimensioni estremamente ridotte, alcune caratteristiche lo differenziano rispetto ad altri window manager della stessa fascia:
- movimento e ridimensionamento delle finestre accessibile tramite tastiera;
- configurabile senza ricompilazione;
- supporto ai temi delle finestre basati sulle immagini xpm;
- compatibile con il protocollo NETWM.

## Componenti addizionali
Oroborus è un window manager essenziale: non usa menu per le finestre ne ha un menu principale, non ha pannelli e non gestisce le icone sulla scrivania. Tuttavia sono disponibili dei componenti addizionali per eseguire operazioni complementari:
- Keylaunch è un demone che consente, tramite un file configurabile, di abbinare dei comandi a delle combinazioni di tasti;
- Deskmenu consente di configurare un menu che verrà mostrato quando l'utente clicca sulla scrivania;
- Desklaunch permette di alloggiare sulla scrivania delle icone cui sarà associato un comando da eseguire quando si clicca sopra.